# Hamid Gabbay
Pour les articles homonymes, voir Gabbay.
Hamid Gabbay (né en 1943) est un architecte américain d'origine juive iranienne.
Il a été professeur à l'Université de Téhéran et un prolifique architecte en Iran avant la Révolution Iranienne. Depuis, il a émigré aux États-Unis en 1978, et a conçu de nombreux bâtiments et résidences privées à Beverly Hills, en Californie.

## Études
Il a reçu un doctorat en architecture de l'Université de Florence en 1971.

## Carrière
Hamid Gabbay a commencé sa carrière en tant qu'architecte en Iran, où il a co-fondé Gabbay Architectes, un cabinet d'architecture avec son frère. Il devient professeur à l'Université de Téhéran. Peu de temps avant la Révolution iranienne, Hamid Gabbay émigre vers les États-Unis en 1978.

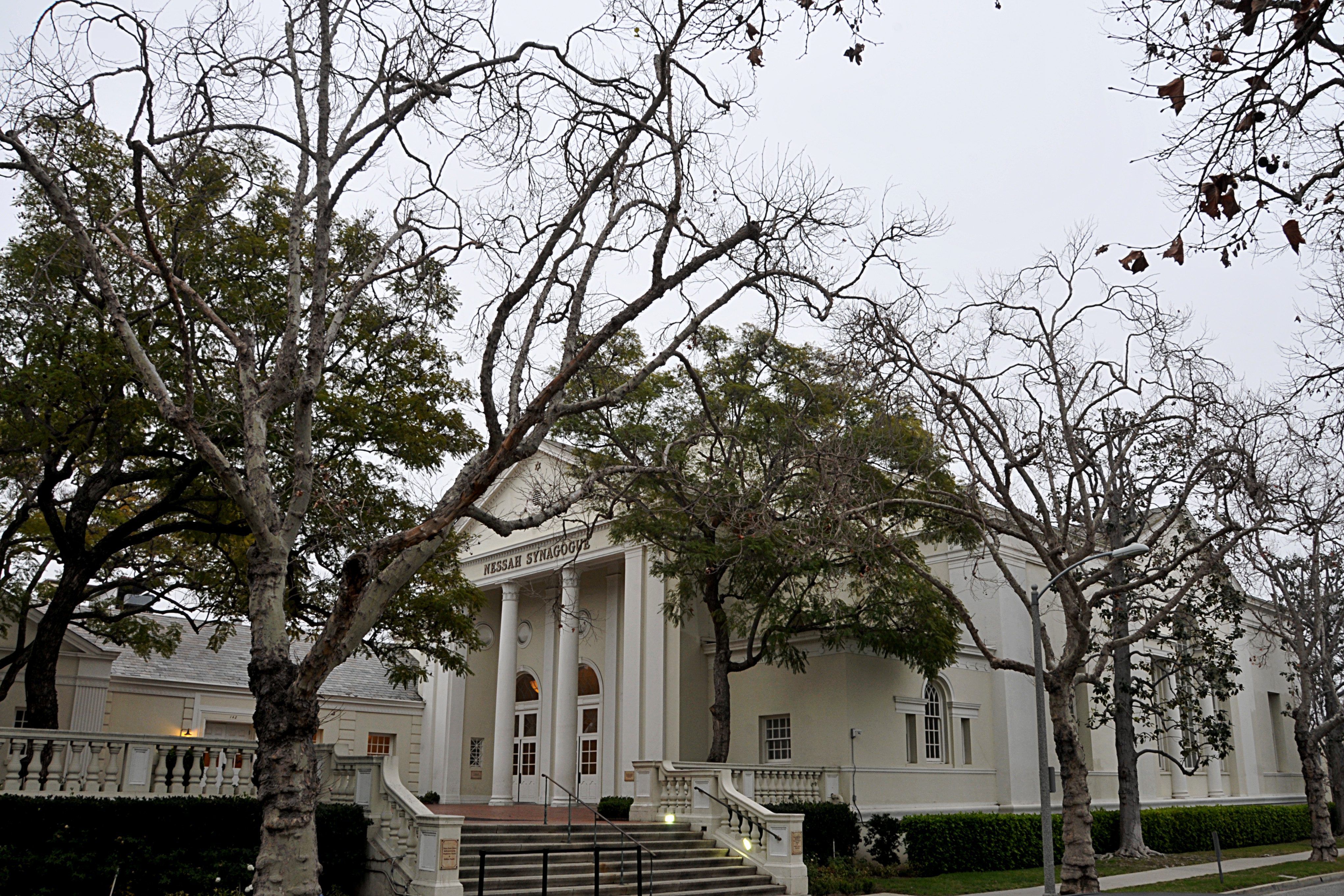
La Nessah Synagogue, remodelé par Hamid Gabbay en 2002.

Hamid Gabbay est un architecte à Beverly Hills, en Californie. Il a remodelé la Nessah Synagogue en 2002. Il a été en 2015 le destinataire de la Will Rogers Award for Best Historic commercial development pour son remodelage du 479 Nord Rodeo Drive.
Hamid Gabbay a présidé à la Conception de l'Examen de la Commission de la Ville de Beverly Hills en 2004.